# VX神經毒劑
O-乙基-S-(2-二异丙氨基乙基)甲基硫代膦酸酯是一种剧毒的有机磷酸酯，由隶属于英国皇家化工有限公司（ICI, Imperial Chemical Industries）植物保护实验室的研究员Ranajit Ghosh与前瑞典国防研究部职员拉尔斯·埃里克·塔美林分別於1955年和1957年独立发现，前者已於1952年申請並取得Amiton的专利。VX神经毒剂于1954年完成初步评价後被送往英国军方进行更深入的研究与评估，很快被军队列入制式装备，并在后来受到多国重点关注与研究，属于第三代化学战剂。VX神经毒剂纯品为无色无臭的油状液体，外观类似于机油，蒸发速度介于轻质机械油与机油之间，工业品为微黄色至棕黄色的油状液体，有硫醇气味，毒剂含有杂质或贮存过久时也会产生硫醇气味并略显黄色，此点有助于判断V类毒剂的存在。VX神经毒剂本身被军方归類为持久性毒剂，根据改性剂或撒布途径的不同持久性亦可发生改变。

## 合成
VX神经毒剂有取代法、異構化法等數種合成途徑，美国Edgewood兵工厂采用的主要为酯化法（与R.Ghosh所使用的方法相同）:

## 毒物性能
VX神经毒剂性质相当稳定，即使使用爆炸法分散也仅有少量分解。与沙林相比，VX神经毒剂的吸入毒性大于前者数倍，皮肤毒性则比沙林大几十倍到几百倍（皮肤吸收致死量约10mg/人），中毒途径更多样化，杀伤力更大。VX神经毒剂的挥发度很小，在20℃时仅为0.01 mg/L，因此其持续时间很长，在15℃时可达3～21天，-10℃时可达1～6週。1968年3月，美军在犹他州骷髅谷（Skull Valley of Utah）进行试验时佈撒的毒剂造成6,000余隻绵羊死亡，试验2月後该牧区的毒剂浓度仍对胆碱酯酶产生轻度抑制，于同年10月才允许放牧。野战条件下VX神经毒剂难以靠自然蒸发来达到战斗浓度，可以液滴态或雾态使用。

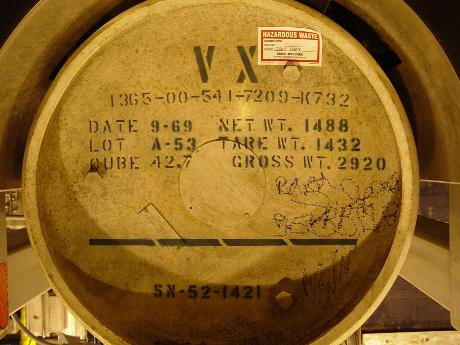
储存毒剂的容器。

VX神经毒剂的染毒迹象较为明显，皮肤吸收中毒潜伏期较长且中毒酶不易老化，急救治疗较G类毒剂更为有利，必要时可以考虑通过与梭曼混合使用等途径来克服这一不足。加入30～50%的二甲基亚砜（DMSO）能夠显著促进皮肤对毒剂的吸收作用。

## 中毒症狀
- 吸入後1-2分鐘：瞳孔收縮

- 2-4分鐘：多汗、流涎

- 5-10分鐘：抽搐、麻痺、痙攣

- 10-15分鐘：死亡

## 毒理作用
与其他V类毒剂一样，VX神经毒剂被机体吸收后随着血液循环分布到各器官和组织，迅速与乙酰胆碱酯酶（AchE）作用形成高度稳定的EMP酶（即所谓的“VX中毒酶”），使其失去水解乙酰胆碱的能力并释放出二异丙胺基乙醇，从而抑制乙酰胆碱的分解，导致其大量蓄积，进而引起胆碱能神经先兴奋后抑制，剂量大时还可因与胆碱能受体的结合而呈现類毒蕈碱作用。重度中毒者最后往往死于呼吸中枢抑制与呼吸肌麻痹导致的呼吸衰竭。
VX神经毒剂的各项毒性数据如下：
- LD50：0.005g
- LCt50（Inh）：15 mg-min/m³
- LCt50（Per）：150 mg-min/m³
- Ect50：0.09 mg-min/m³
- ICt50（Inh）：24 mg-min/m3（轻度活动）
- ICt50（Per）：50 mg-min/m3（休息）

## 治療

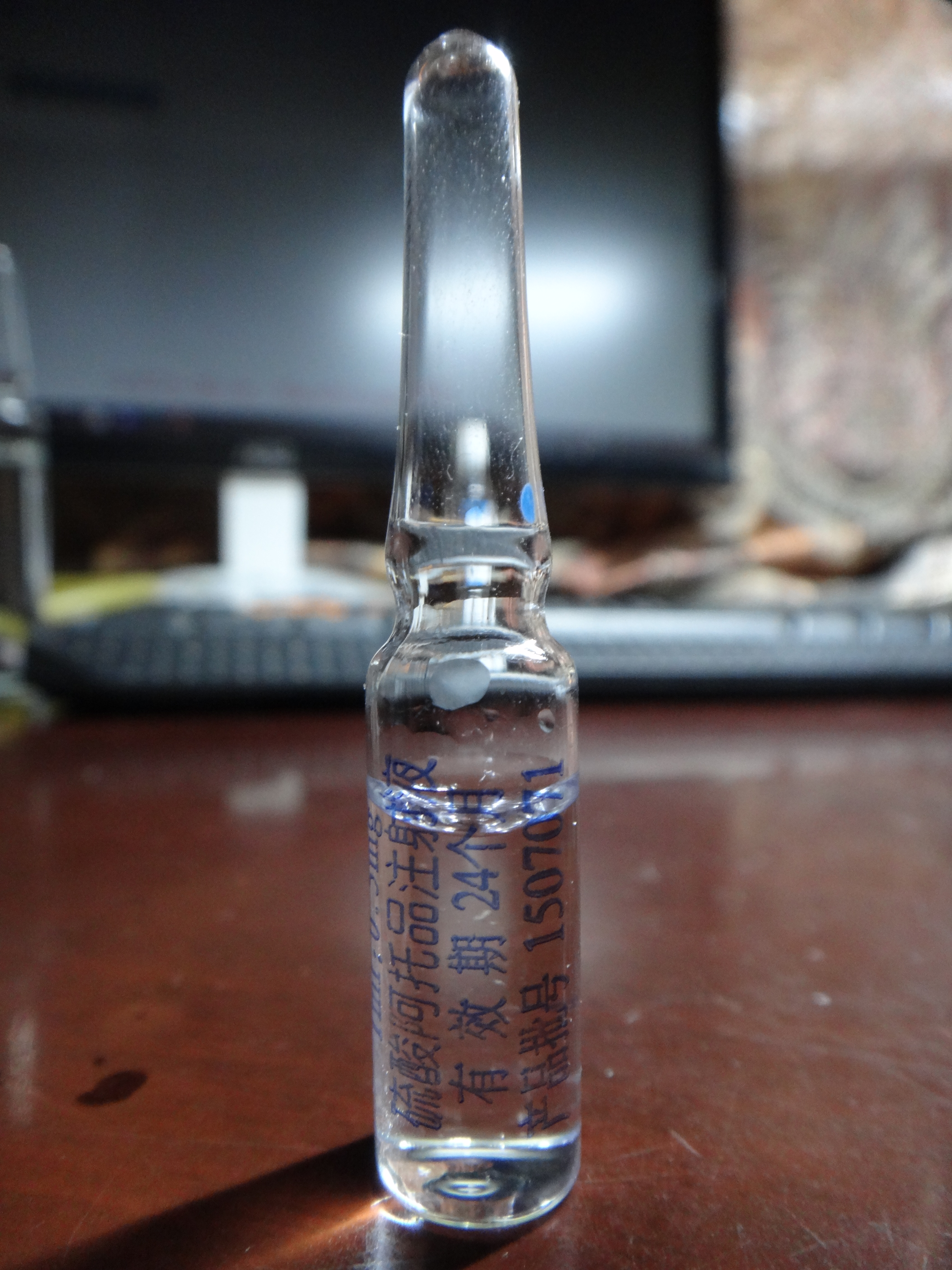
阿托品

首先考慮從皮膚上除去液體劑，並將個體移至未受污染的區域和大氣中。以家用漂白劑和清水沖洗傷員的污染區域，去污後去除污染的衣服，清除皮膚污漬。
如果已經接觸到神經劑或顯示出神經劑暴露的確定體徵/症狀，應立注射神經藥解毒劑阿托品（atropine）、普拉肟（2-PAM），以及例如地西泮（diazepam）等鎮靜/抗癲癇藥。
在幾個國家，神經毒劑解毒劑是以自動注射器的形式讓軍事人員使用，如美軍的Mark I NAAK。

## 使用VX的事件
- 1994年至1995年，日本奥姆真理教对多人使用VX毒剂[7]，其中1994年的会社員VX殺害事件（日语：会社員VX殺害事件）中出现1名死者，被认为是世界首起受害者被确切记载的VX致死事件[8]。
- 1997年4月29日，《禁止化学武器公约》生效，VX在其禁用范围之内，包括朝鲜在内的少数国家未签署该公约。
- 2017年2月13日，金正男在馬來西亞吉隆坡國際機場遇刺身亡。2月24日，馬來西亞警方發表聲明，指化學部門報告指出其遺體眼部黏膜及面部處檢驗出VX神經毒素[9][10]。

## 使用VX的影視作品
- 電影《絕地任務》：描述一位前英軍空降特勤隊軍官梅森與現役FBI生化武器專家史丹利，解除舊金山遭陸戰隊叛軍以攜帶VX毒劑的飛彈攻擊危機。
- 金田一37歲事件簿《歌島殺人事件》：凶手因為戴上含有VX毒氣的隱形眼鏡而死亡。
- 漫畫《達爾文遊戲》：隸屬「橄欖樹」血盟的「毒藥師」能以異能合成任何化學藥物，VX毒氣藥劑為其攻擊手段之一。